# Syryjska Armia Wyzwoleńcza

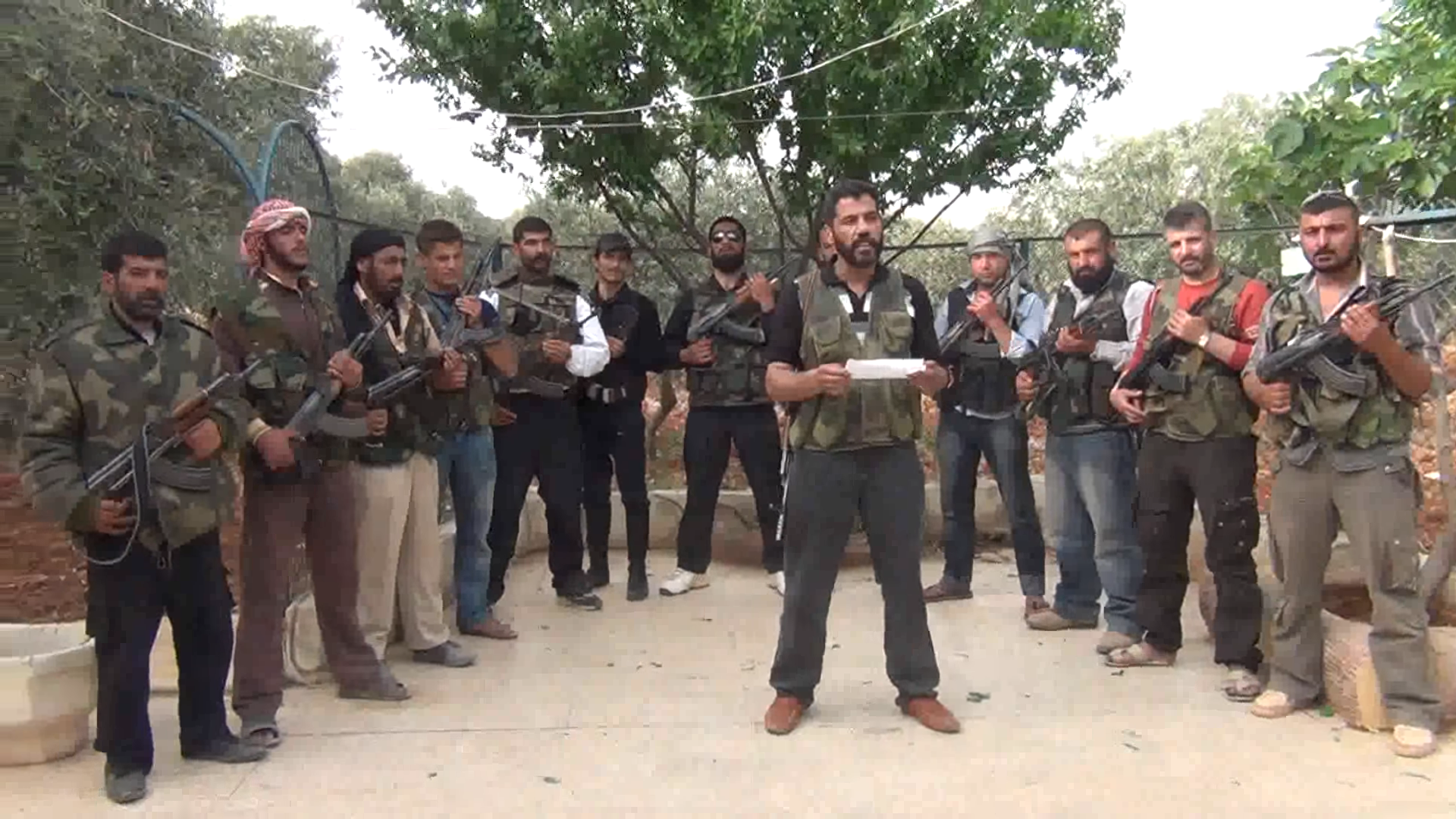
Członkowie grupy w 2012

Syryjska Armia Wyzwoleńcza – uzbrojona grupa operacyjna syryjskiej opozycji walczącej w wojnie domowej, głównie w prowincji Idlib. W dużej mierze jest to koalicja miejscowych grup zbrojnych składających się przeważnie z uzbrojonych cywilów.
Syryjska Armia Wyzwoleńcza była gorzej wyszkolona i uzbrojona od głównej formacji rebelianckiej, Wolnej Armii Syrii, składającej się z dezerterów z armii narodowej. Do Syryjskiej Armii Wyzwoleńczej zaciągali się przede wszystkim młodzi ludzie, chcące przystąpić do ruchu oporu mający na celu obalenie reżimu Baszara al-Assada. Z powodu braku w uzbrojeniu, bojownicy z tej formacji zaczęli konstruować bomby domowej roboty, za pomocą których atakowano sił rządowe.
Największą kampanią Syryjskiej Armii Wyzwoleńczej była obrona miasta Idlib w marcu 2012, która zakończyła się porażką rebeliantów.
Syryjska Armia Wyzwoleńcza w przeciwieństwie do Wolnej Armii Syrii nie podporządkowała się w kwietniu 2012 zawieszeniu broni wynegocjowanego przez Kofiego Annana, podkreślając, iż zastoje w operacjach bojowych mogły wynikać tylko z problemów dotyczących uzbrojenia. W tamtym okresie ugrupowanie rebelianckie liczyło 32 tys. ochotników.